# Concerto per pianoforte e orchestra n. 25 (Mozart)
Il concerto per pianoforte e orchestra n. 25 in Do maggiore K 503 fu composto da Mozart alla fine del 1786.
Il concerto si colloca alla fine di un periodo nel quale Mozart si era assiduamente occupato di questo tipo di composizione. Il musicista aveva composto ben quattordici concerti per pianoforte dal 1782 alla fine del 1786, mentre ne comporrà solo altri due (K 537 e K 595) nei cinque anni che precederanno la sua morte. In qualche modo questo corrisponde anche al declino dell'interesse del pubblico per le opere del musicista. Mozart tuttavia vedeva nei concerti il tramite per farsi conoscere e imporsi nel campo dell'opera lirica ed è proprio in questo periodo Mozart scrive alcune delle sue opere più importanti.
Nel campo concertistico, a partire dal 1784, a Vienna la moda cambia e prende piede il concerto virtuosistico. Ruolo di spicco rivestono i pianisti compositori il cui scopo era quello di esaltare le proprie doti solistiche che si appoggiavano a musiche di facile comprensione. Mozart non tralasciava mai di inserire nella propria musica passaggi complessi, non seguiva regole fisse e tutto ciò rendeva la propria musica meno accessibile.
Nel concerto K 503 sono presenti più momenti virtuosistici ma non a scapito delle esigenze espressive che cominciavano ad emergere anche nelle opere e nelle pagine cameristiche; ci troviamo di fronte ad un concerto sinfonico e non ad un concerto "brillante". La contrapposizione tra solista ed orchestra è dialettica e non si risolve a favore dello strumento solista. Ci troviamo di fronte ad un gioco di rimandi che fanno emergere ora l'orchestra ora il pianoforte. Non ci troviamo di fronte alla lotta che troveremo nei concerti della maturità beethoveniana ma ad una interazione ed a una collaborazione tra le parti.
Il primo movimento (allegro maestoso) si apre con un piccolo frammento melodico che riaffiorerà più volte in tono vivace ed energico. Il secondo tema presenta forti analogie con La Marsigliese ma ciò è del tutto casuale considerato che la Marsigliese è con ogni probabilità nata attorno al 1792 (al contrario, è stata avanzata l'ipotesi che sia stata la musica della Marsigliese a essere stata ispirata da questo concerto). Il secondo movimento andante è scritto secondo i criteri della forma-sonata sebbene le melodie possano considerarsi aperte a sviluppi non prevedibili. L'allegretto del terzo movimento è costruito in forma di rondò ed il tema iniziale che sembra riprendere una gavotta (e quindi di una danza popolare) presente nell'Idomeneo, verrà elaborato da Mozart in modo colto con un uso del contrappunto e di cromatismi innovativi.